# William Shepherd

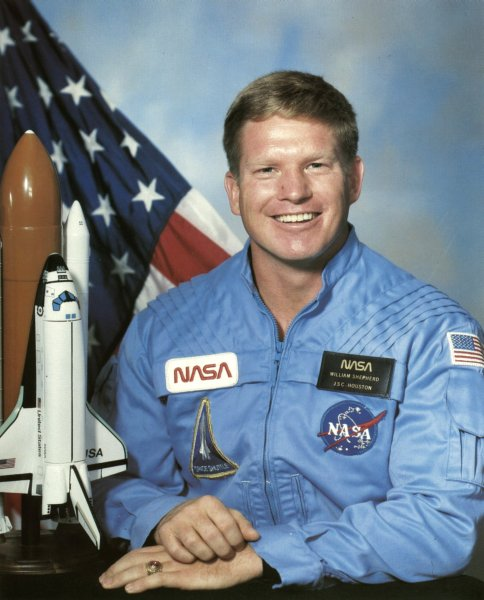
William Shepherd

William McMichael Shepherd (Oak Ridge (Tennessee), 26 juli 1949) is een Amerikaans astronaut.
Shepherd studeerde aan de US Naval Academy, hij is afgestudeerd in Aerospace Engineering. Hierna werd hij een US Navy Seal in de marine. Hij studeerde hierna ook nog aan het Massachusetts Institute of Technology. 
Shepherd werd in 1984 geselecteerd als astronaut door NASA, en in 1986 kwam zijn marine training van pas toen hij hielp bij het verzamelen van de brokstukken van de Spaceshuttle Challenger nadat deze ontplofte vlak na het opstijgen. Hij werkte als mission specialist op drie Spaceshuttle vluchten, missies STS-27 (1988), STS-41 (1990) en STS-52 (1992). 
In 1993 werd hij aangesteld als program manager voor het International Space Station. Van 31 oktober 2000 tot 21 maart 2001 waren hij en Russische kosmonauten 
Yuri Gidzenko en Sergej Krikaljov de eerste bemanningsleden van de ISS. 
Hij verbleef, met de STS-27, de STS-41, de STS-52 en de Sojoez TM-31 in 2001, in het totaal 159 dagen 7 uur en 49 minuten in de ruimte.
Hij ontving de Congressional Space Medal of Honor in 2003.